# Ваганов, Василий Иванович
Василий Иванович Ваганов (23 ноября 1925 года — 30 января 2016 года) —  сержант, разведчик 545-й отдельной разведывательной роты 397-й стрелковой дивизии 61-й армии 3-го Прибалтийского фронта, полный кавалер Ордена Славы (1966).

## Биография
Родился 23 ноября 1925 года в деревне Старая ныне Торопецкого района Тверской области в крестьянской семье.
Получил неполное среднее образование, работал в госпитале города Дзержинска.
В 1943 году был призван в ряды РККА, с этого же времени находился на фронтах Великой Отечественной войны.
14 сентября 1944 года младший сержант Ваганов, будучи наводчиком орудия 729-го стрелкового полка 145-й стрелковой дивизии 43-й армии 1-го Прибалтийского фронта, во время боёв под городом Бауска Латвийской ССР подбил 2 вражеских танка.
10 октября 1944 года старший сержант Ваганов во время боёв на рижском направлении лично уничтожил более 10 вражеских солдат, подорвал дот и вывел из строя 2 танка. 28 декабря 1944 года награждён орденом Славы 2-й степени.
С 10 по 15 октября 1944 года, будучи наводчиком орудия 729-го стрелкового полка 397-й стрелковой дивизии 61-й армии 3-го Прибалтийского фронта, в боях под Ригой лично уничтожил свыше 10 вражеских солдат и офицеров, участвовал в захвате «языка» и прикрывал отход группы разведчиков. 10 января 1945 года награждён орденом Славы 3-й степени, Указом Президиума Верховного Совета СССР от 24 октября 1966 года был перенаграждён орденом Славы 1-й степени, став полным кавалером ордена Славы.
После войны продолжил службу в армии. В 1959 году демобилизован в звании старшины.
После демобилизации жил в Ленинграде (ныне Санкт-Петербург). Работал пожарным в 9-й специализированной пожарной части Управления пожарной охраны УВД Леноблгорисполкома, старшим пожарным и командиром отделения 8-й военизированной пожарной части, командиром отделения 17-й военизированной пожарной части УПО УВД Леноблгорисполкома. С мая 1974 года — на пенсии. 
Умер 30 января 2016 года в Санкт-Петербурге. Похоронен на Большеохтинском кладбище.